# Streitkräftegemeinsame Taktische Feuerunterstützung

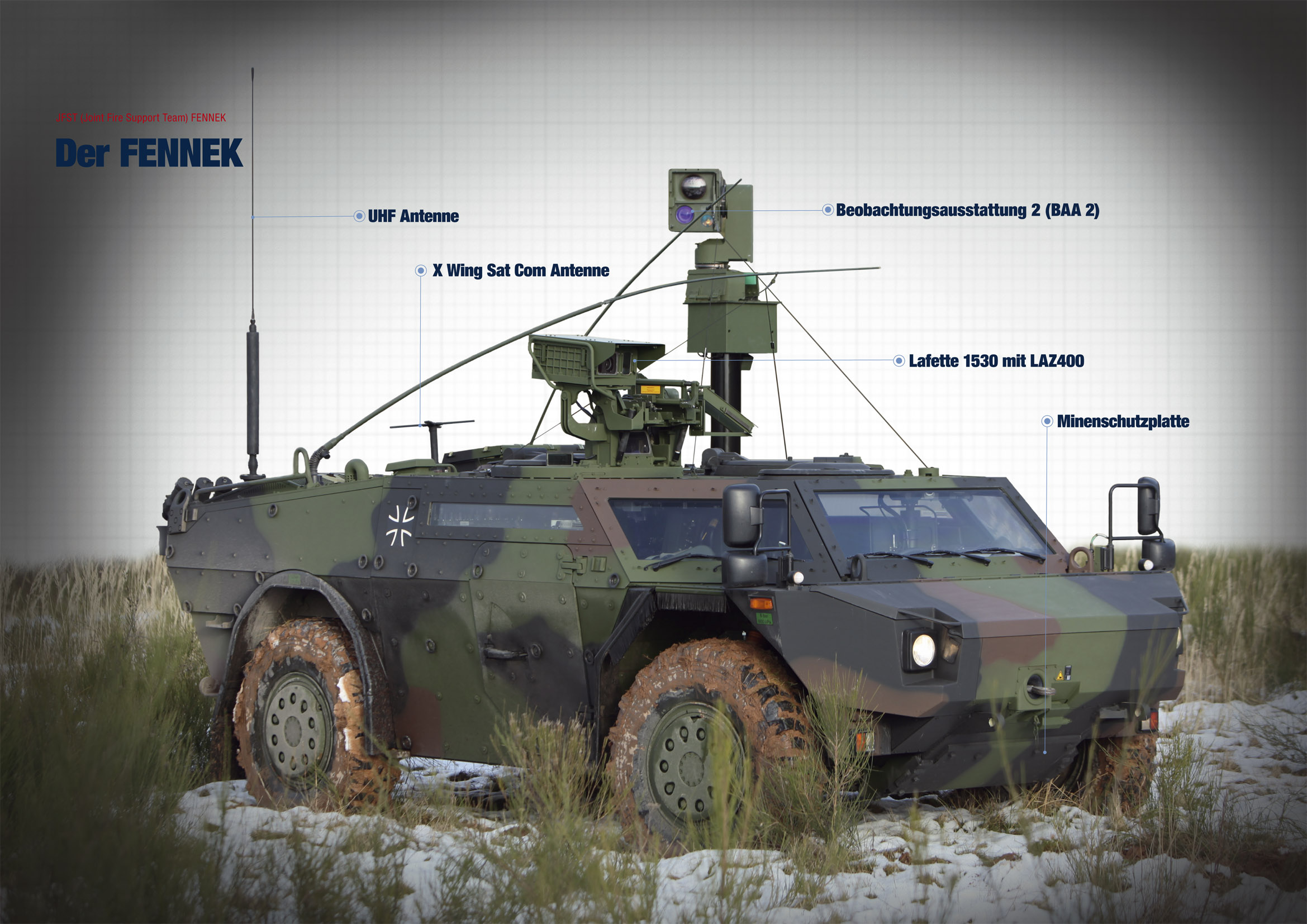
Fennek in der Variante Joint Fire Support Team

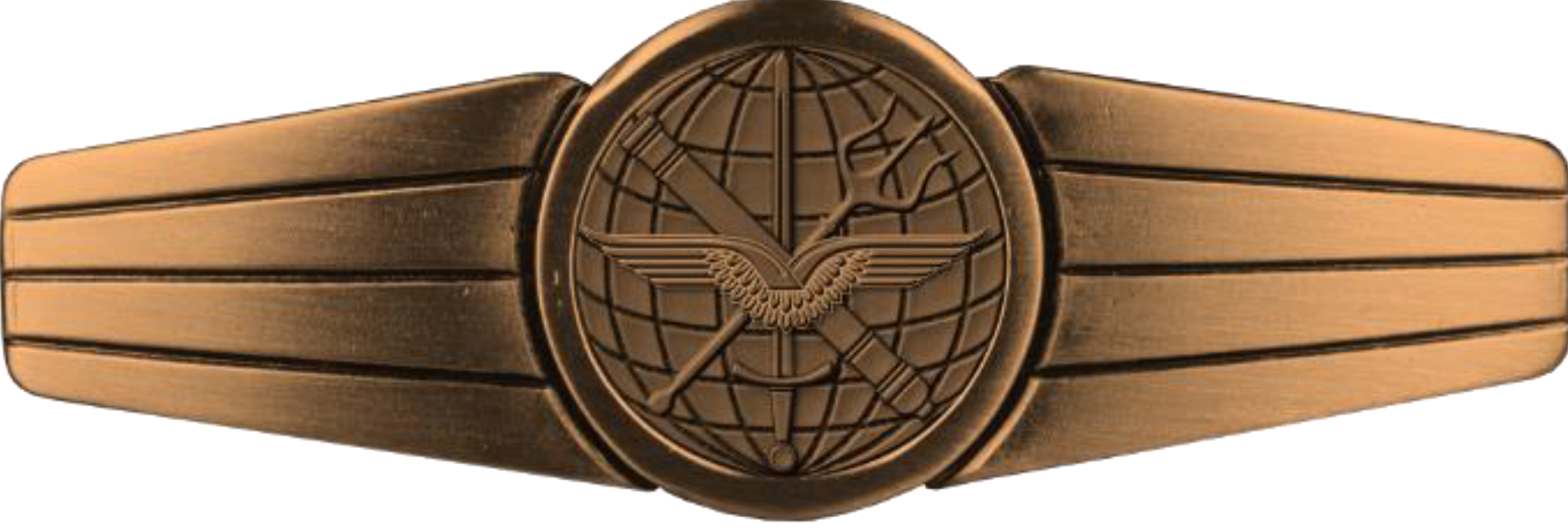
Tätigkeitsabzeichen für Soldaten der Streitkräftegemeinsamen Taktischen Feuerunterstützung

Streitkräftegemeinsame Taktische Feuerunterstützung (STF) ist die streitkräftegemeinsame (= die Teilstreitkraft übergreifende) Fähigkeit zur gegenseitigen Feuerunterstützung für die taktische Ebene von Land-, Luft- und Seestreitkräften sowie Spezialkräften der Bundeswehr in allen Dimensionen des Einsatzraumes.

## Auftrag und Fähigkeit
Die Streitkräftegemeinsame Taktische Feuerunterstützung umfasst die unmittelbare Feuerunterstützung von Operationen der taktischen Ebene und hat im Rahmen des Verbundes Aufklärung – Führung – Wirkung den koordinierten und reaktionsschnellen Einsatz des am besten geeigneten und im Einsatzraum verfügbaren nationalen/multinationalen Wirkmittels zum Ziel. Wirkungsforderungen wachsen „von unten nach oben“ („bottom up“) bis zu der Ebene auf, die eine Bekämpfungsentscheidung treffen darf, über Wirkmittel verfügt und diese zuweisen kann. Streitkräftegemeinsame Taktische Feuerunterstützung nutzt hierfür die am besten geeigneten Kräfte und Mittel aus dem gesamt verfügbaren Wirkmittelspektrum. Daher muss die Streitkräftegemeinsame Taktische Feuerunterstützung ebenengerecht im bzw. mit dem Joint-Fire-Prozess synchronisiert werden. Dies erfolgt ab Brigadeebene aufwärts.
Die Wirkungsforderungen lauten: Abriegeln, Bekämpfen (relativ allgemeiner Ausdruck), Beleuchten, Blenden (künstlicher Nebel), Niederhalten (für begrenzte Zeit in Deckung halten), Sperren (mit Hilfe verschossener Minensperren), Stören (beunruhigen, in Handlungen behindern, wenn möglich schädigen), Überwachen, Vernichten (das Zufügen derartiger Verluste, dass der Feind für den weiteren Kampf ausfällt), Zerschlagen (die Kampfkraft so herabsetzen, dass für eine begrenzte Zeit nicht am Kampf teilgenommen werden kann, bzw. die Absicht nicht mehr ausgeführt werden kann), Zerstören (ein Objekt/Einrichtung so beschädigen, dass es für längere Zeit ausfällt).

## Teile und Wirkmittel
Die Streitkräftegemeinsame Taktische Feuerunterstützung umfasst nationale und multinationale Aufklärungs- und Wirkmittel von:
- Artillerie
  - M113 ABRA
  - Artillerieortungsradar COBRA
  - KZO
  - Joint Fire Support Team
  - Panzerhaubitze 2000
  - MARS
- Infanterie (Mörser),
- Heeresfliegern/ Kampfhubschraubern,
- Luftstreitkräfte
  - Forward Air Controller (auch Joint Terminal Attack Controller (JTAC) genannt)
  - Luftnahunterstützung (Close Air Support/CAS)
- Seestreitkräften/ Seeluftstreitkräften sowie
  - Schiffsartillerie
- Kräften und Mitteln der Heeresaufklärungstruppe.

## Koordinierungselemente
Koordinierungselemente auf den jeweiligen taktischen Führungsebenen stimmen alle Erfordernisse untereinander ab. Dies sind unterhalb der Ebene LCC (JFSCC):
- das Joint Fire Support Team (JFST) auf Einheitsebene,
- das Joint Fire Support Coordination Team (JFSCT) auf Verbandsebene (früher Feuerunterstützungstrupp; FUTrp); geführt vom Feuerunterstützungsoffizier (FUOffz; FUO),
- die Joint Fire Support Coordination Group (JFSCG) auf Brigade- und Divisionsebene.

## Ausbildung
Die Artillerieschule ist mit Entscheidung Inspekteur des Heeres seit dem 4. September 2009 als Ausbildungseinrichtung Streitkräftegemeinsame Taktische Feuerunterstützung verantwortlich für die Aus- und Fortbildung sowie die Einsatzvorbereitung aller Koordinierungselemente der Streitkräftegemeinsamen Taktischen Feuerunterstützung.